# Abdukodir Chusanov
Abdukodir Khikmatovič Chusanov (* 29. února 2004) je uzbecký fotbalista, který hraje jako střední obránce za Manchester City a uzbeckou reprezentaci.
Svou kariéru začal v Bělorusku, v Energetik-BGU, v klubu jeden a půl sezóny před svým přestupem do francouzského Lens v roce 2023. V roce 2025 přestoupil do Manchesteru City, stal se prvním uzbeckým hráčem v anglické Premier League.
Chusanov je uzbecký reprezentant, Uzbekistán reprezentoval od kategorie do 17 let. V roce 2023 debutoval za seniorskou reprezentaci a hrál na Mistrovství Asie ve fotbale 2023.